# Charles Smith (cestista 1965)
Charles Daniel Smith (Bridgeport, 16 luglio 1965) è un ex cestista statunitense, professionista nella NBA.

## Carriera
Nel 1988, dopo aver vinto il bronzo olimpico a Seul (Stati Uniti sconfitti in semifinale dall'Unione Sovietica), lasciò l'Università di Pittsburgh per giocare nell'NBA.
In origine doveva giocare con i Philadelphia 76ers, ma i suoi diritti furono ceduti ai Los Angeles Clippers. Dopo aver segnato nei primi 4 anni una media di 20 punti ed essere stato il miglior rimbalzista della squadra, andò a giocare nei New York Knicks. Nel 1993 i Knicks arrivarono in finale di Eastern Conference ma furono battuti dai Chicago Bulls di Michael Jordan dopo essere stati avanti 2-0 nella serie. In occasione di gara-5 Smith ha subito ben 4 stoppate all'ultima azione della partita che hanno impedito ai Knicks di passare il turno.
Quando le sue statistiche iniziarono a diventare meno convincenti, Smith fu ceduto ai San Antonio Spurs. Tuttavia, nel 1997, a soli 32 anni, annunciò il ritiro per problemi al ginocchio.

## Statistiche

### College
| Anno      | Squadra             | PG  | PT  | MP   | TC%  | 3P%  | TL%  | RP  | AP  | PRP | SP  | PP   |
| --------- | ------------------- | --- | --- | ---- | ---- | ---- | ---- | --- | --- | --- | --- | ---- |
| 1984-1985 | Pittsburgh Panthers | 29  | 29  | 33,0 | 50,2 | -    | 76,0 | 8,0 | 0,5 | 0,8 | 2,2 | 15,0 |
| 1985-1986 | Pittsburgh Panthers | 29  | 29  | 37,1 | 40,4 | -    | 76,2 | 8,1 | 1,6 | 0,9 | 2,8 | 15,9 |
| 1986-1987 | Pittsburgh Panthers | 33  | 33  | 31,8 | 55,0 | -    | 73,5 | 8,5 | 1,6 | 0,8 | 3,2 | 17,0 |
| 1987-1988 | Pittsburgh Panthers | 31  | 31  | 32,9 | 55,8 | 27,3 | 76,4 | 7,7 | 1,8 | 1,2 | 3,1 | 18,9 |
| Carriera  | Carriera            | 122 | 122 | 33,6 | 50,0 | 27,3 | 75,3 | 8,1 | 1,4 | 0,9 | 2,8 | 16,8 |

### NBA

#### Regular season
| Anno      | Squadra           | PG  | PT  | MP   | TC%  | 3P%  | TL%  | RP  | AP  | PRP | SP  | PP   |
| --------- | ----------------- | --- | --- | ---- | ---- | ---- | ---- | --- | --- | --- | --- | ---- |
| 1988-1989 | L.A. Clippers     | 71  | 56  | 30,4 | 49,5 | 0,0  | 72,5 | 6,5 | 1,5 | 1,0 | 1,3 | 16,3 |
| 1989-1990 | L.A. Clippers     | 78  | 76  | 35,0 | 52,0 | 8,3  | 79,4 | 6,7 | 1,5 | 1,1 | 1,5 | 21,1 |
| 1990-1991 | L.A. Clippers     | 74  | 74  | 36,5 | 46,9 | 0,0  | 79,3 | 8,2 | 1,8 | 1,1 | 2,0 | 20,0 |
| 1991-1992 | L.A. Clippers     | 49  | 25  | 26,7 | 46,6 | 0,0  | 78,5 | 6,1 | 1,1 | 0,8 | 2,0 | 14,6 |
| 1992-1993 | N.Y. Knicks       | 81  | 68  | 26,8 | 46,9 | 0,0  | 78,2 | 5,3 | 1,8 | 0,6 | 1,2 | 12,4 |
| 1993-1994 | N.Y. Knicks       | 43  | 21  | 25,7 | 44,3 | 50,0 | 71,9 | 3,8 | 1,2 | 0,6 | 1,0 | 10,4 |
| 1994-1995 | N.Y. Knicks       | 76  | 58  | 28,3 | 47,1 | 22,6 | 79,2 | 4,3 | 1,6 | 0,6 | 1,3 | 12,7 |
| 1995-1996 | N.Y. Knicks       | 41  | 4   | 21,7 | 38,8 | 13,3 | 70,9 | 3,9 | 0,7 | 0,4 | 1,2 | 7,4  |
| 1995-1996 | San Antonio Spurs | 32  | 30  | 25,8 | 45,8 | -    | 76,7 | 6,3 | 1,1 | 1,0 | 0,9 | 9,6  |
| 1996-1997 | San Antonio Spurs | 19  | 7   | 17,3 | 40,5 | 0,0  | 76,9 | 3,4 | 0,7 | 0,7 | 1,2 | 4,6  |
| Carriera  | Carriera          | 564 | 419 | 29,0 | 47,5 | 19,4 | 77,4 | 5,8 | 1,4 | 0,8 | 1,4 | 14,4 |

#### Play-off
| Anno     | Squadra           | PG | PT | MP   | TC%  | 3P% | TL%  | RP  | AP  | PRP | SP  | PP   |
| -------- | ----------------- | -- | -- | ---- | ---- | --- | ---- | --- | --- | --- | --- | ---- |
| 1992     | L.A. Clippers     | 5  | 5  | 29,6 | 39,3 | -   | 93,3 | 5,6 | 1,8 | 0,8 | 2,4 | 11,6 |
| 1993     | N.Y. Knicks       | 15 | 15 | 25,9 | 47,1 | -   | 74,0 | 4,0 | 1,3 | 0,6 | 0,9 | 11,1 |
| 1994     | N.Y. Knicks       | 25 | 18 | 24,5 | 48,0 | 0,0 | 72,9 | 3,8 | 1,0 | 0,5 | 1,0 | 8,8  |
| 1995     | N.Y. Knicks       | 11 | 11 | 27,5 | 53,7 | 0,0 | 56,7 | 3,8 | 1,2 | 1,2 | 1,5 | 10,8 |
| 1996     | San Antonio Spurs | 10 | 8  | 16,5 | 50,0 | -   | 37,5 | 3,7 | 1,0 | 0,7 | 1,0 | 5,1  |
| Carriera | Carriera          | 66 | 57 | 24,5 | 48,1 | 0,0 | 70,5 | 4,0 | 1,2 | 0,7 | 1,2 | 9,3  |

## Palmarès
- McDonald's All-American Game (1984)